# Zu den drei Schwertern und Asträa zur grünenden Raute

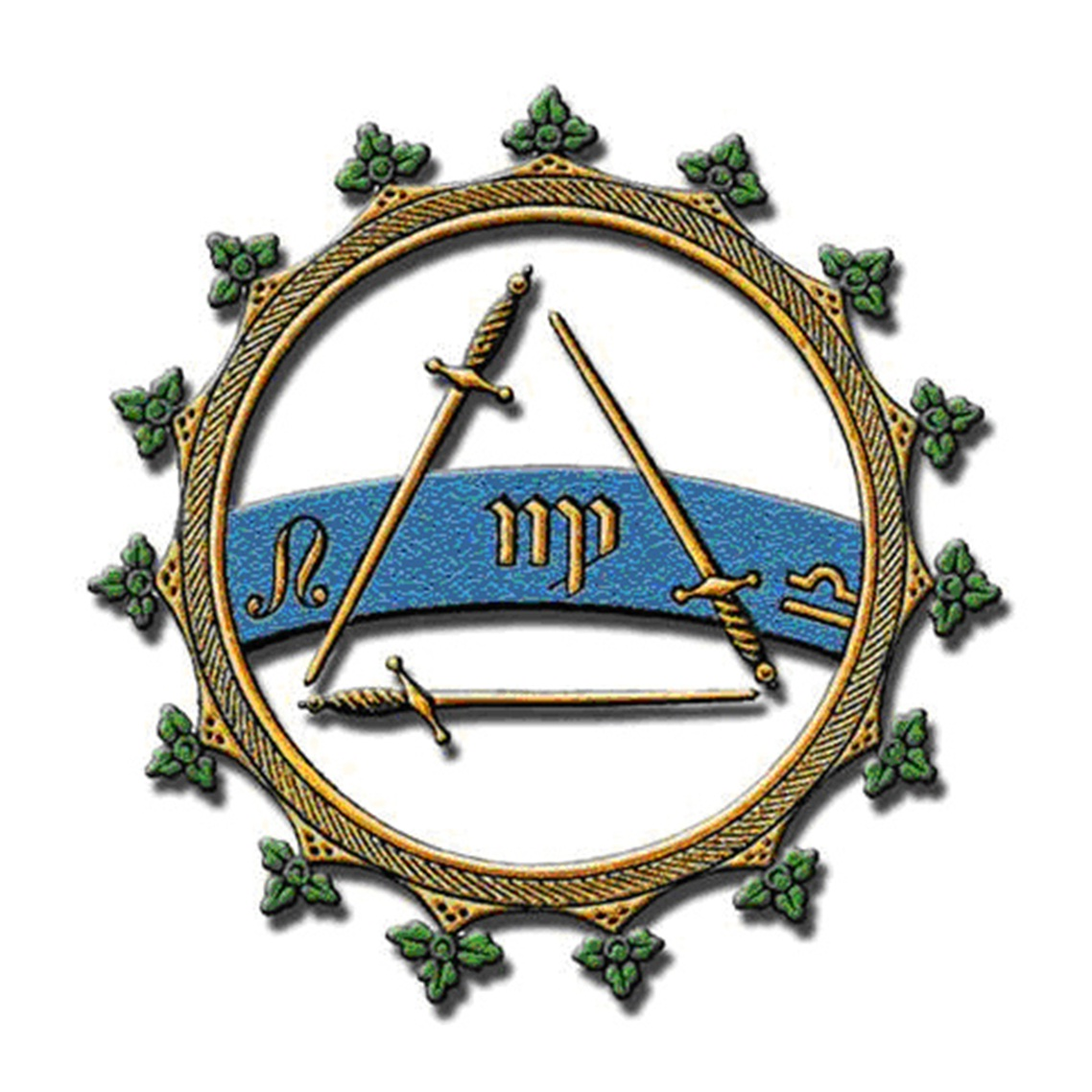
Bijou der Loge

Die Johannisloge Zu den drei Schwertern und Asträa zur grünenden Raute, kurz Dresdner Schwerterloge, ist die älteste Freimaurerloge von Dresden und heute die zweitälteste noch existierende Loge Deutschlands. Geführt wird sie als Nr. 3 der A. F. u. A. M. v. D., also der Großloge der Alten Freien und Angenommenen Maurer von Deutschland. Für die Loge schrieb Schiller das Gedicht An die Freude.

## Bijou
Das Bijou beinhaltet im Wesentlichen drei goldene Schwerter, die in Dreiecksform angeordnet sind. Sie befinden sich vor einem blauen Band mit goldener Aufschrift auf weißem Untergrund. Den kreisrunden Außenrand bildet ein grüner Rautenkranz.

## Geschichte
Gegründet wurde die Loge Anfang 1738 von Friedrich August Rutowski (1702–1764), einem Sohn Augusts des Starken, im später sogenannten Kurländer Palais als die insgesamt dritte auf deutschem Boden. Sie ist eine Johannisloge – das heißt, ihr Schutzpatron ist Johannes der Täufer – und hieß zunächst Aux trois aigles blancs (Zu den drei weißen Adlern). Noch im selben Jahr spaltete sich die Loge Aux trois glaives d’or (Zu den drei goldenen Schwertern) von ihr ab, da die Mitgliederzahl zu groß geworden war. Letztere wurde später nur noch Zu den drei Schwertern genannt. Unter dem Großmeister Graf Rutowski bildeten beide Logen die Großloge Obersachsen.
Die folgenden Jahre waren zunächst durch häufige Logenfusionen geprägt. So vereinigte sich die 1741 entstandene Loge Aux trois cygnes noch in ihrem Gründungsjahr mit der Schwerterloge. Die 1755 gegründete Freimaurerloge Zu den drei Palmen und die 1762 entstandene Aux trois grénades gingen beide im Jahre 1766 in der Schwerterloge auf. Auch die Dresdner Logen Étrangere, 1765 für Fremdsprachige errichtet, und Aux vrais amis (Zu den wahren Freunden), die 1766 vom Grafen Brühl unter dem Namen St. Jean des Voyageurs gegründet worden war, traten in der Folgezeit der Schwerterloge bei, die fortan den Namen Zu den drei Schwertern und wahren Freunden führte. Alle Dresdner Freimaurerlogen schlossen sich schließlich später der 1811 gegründeten Großen Landesloge von Sachsen an, zu deren Gründungslogen die Schwerterloge gehörte.
Im Sommer 1785 schrieb Friedrich Schiller auf Bitte des Freimaurers Christian Gottfried Körner in dessen Weinberghaus in Loschwitz sowie in Gohlis bei Leipzig die Ode an die Freude für die Tafel der Dresdner Schwerterloge. Inspiriert wurde er dabei durch den Anblick Dresdens und im Besonderen der Waldschlösschenwiese.

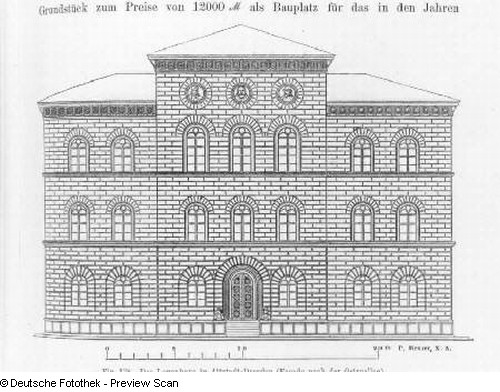
Logenhaus Ostraallee, 1837–1838 nach Plänen Gustav Hörnigs in den Formen eines Florentiner Palazzo errichtet, nach 1945 abgerissen

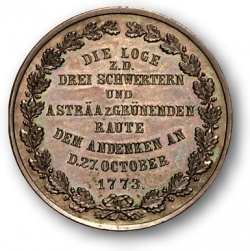
Bijou zur Hundertjahrfeier 1873

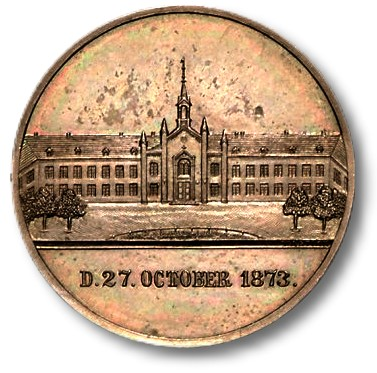
Rückseite

Im Jahre 1831 kam es zur Vereinigung mit der 1815 gegründeten Loge Asträa zur grünenden Raute, deren Name sich auf die mythologische, Gerechtigkeit verkörpernde Figur der Astraea bezieht. Die neu entstandene Freimaurerloge führt seitdem bis heute den Namen Zu den drei Schwertern und Asträa zur grünenden Raute. Bis Ende der 1830er Jahre hatte sie ihren Sitz in einem angemieteten Flügel der Calberlaschen Zuckersiederei am Theaterplatz. Gestützt durch den Adel und später das Bildungsbürgertum, kam es zu einem stetigen Anstieg der Mitgliederzahlen aller Dresdner Logen, die sich in den 1930er Jahren etwa auf 2500 beliefen. Damals hatte die Schwerterloge ihren Sitz im Logenhaus an der Ostra-Allee 15, gelegen in der Wilsdruffer Vorstadt zwischen Schauspielhaus und der Herzogin Garten. Am 31. Juli 1935 wurde die Freimaurerloge Zu den drei Schwertern und Asträa zur grünenden Raute vom NS-Regime verboten. Anschließend bezog die Zoologische Abteilung des Staatlichen Museums für Tier- und Völkerkunde das Gebäude und nutzte es als Ausstellungsfläche, bis es im Zuge der Luftangriffe auf Dresden am 7. Oktober 1944 zerstört wurde. Später wurde es abgerissen.
Erst im November 1991 konnte die Loge wiedergegründet werden. Sie gilt nun als die zweitälteste noch bestehende Freimaurerloge, die auf deutschem Boden gegründet wurde. Heute hat die Loge ihren Sitz in der Tolkewitzer Straße 49.

## Bekannte Mitglieder
- Albert Kasimir von Sachsen-Teschen (1738–1822), Mitglied ab 1764
- Carl Victor August von Broizem (1741–1812), Förderer und Vorsteher des Dresdner Freimaurerinstituts, Meister vom Stuhl ab Ende der 1790er Jahre bis nach 1809
- Joseph Friedrich von Racknitz (1744–1818), 1765 Aufnahme in die Dresdner Freimaurerloge Aux trois Grenades (1766 mit der Loge Zu den drei Schwertern vereinigt), ab 1780 Meister vom Stuhl
- Hanns Moritz von Brühl (1746–1811), Mitglied ab 1772
- Georg Wilhelm Sigismund Beigel (1753–1837), Diplomat, Bibliothekar, Naturforscher und Mathematiker
- Christian Gottfried Körner (1756–1831), Meister vom Stuhl 1813–1815
- Heinrich Wilhelm von Zeschau (1760–1832), Großmeister der Großen Landesloge von Sachsen, Ehrenmitglied
- Gottlob Friedrich Thormeyer (1775–1842)
- Ernst August Pech (1788–1863)
- Carl Gottlieb Reißiger (1798–1859)
- Gottfried Semper (1803–1879)
- Julius Petzholdt (1812–1891)
- Friedrich Küchenmeister (1821–1890)
- Max Arnhold (1845–1908), Mitglied ab 1869, Meister vom Stuhl ab 1872
- Hans Erlwein (1872–1914)
- Walther Schieck (1874–1946)
- Christian Barnewitz (1927–2011), Ehren- und Altstuhlmeister, Stiftungsgründer, Freimaurer-, Kunst- und Kulturförderer[6]

## Freimaurerinstitut

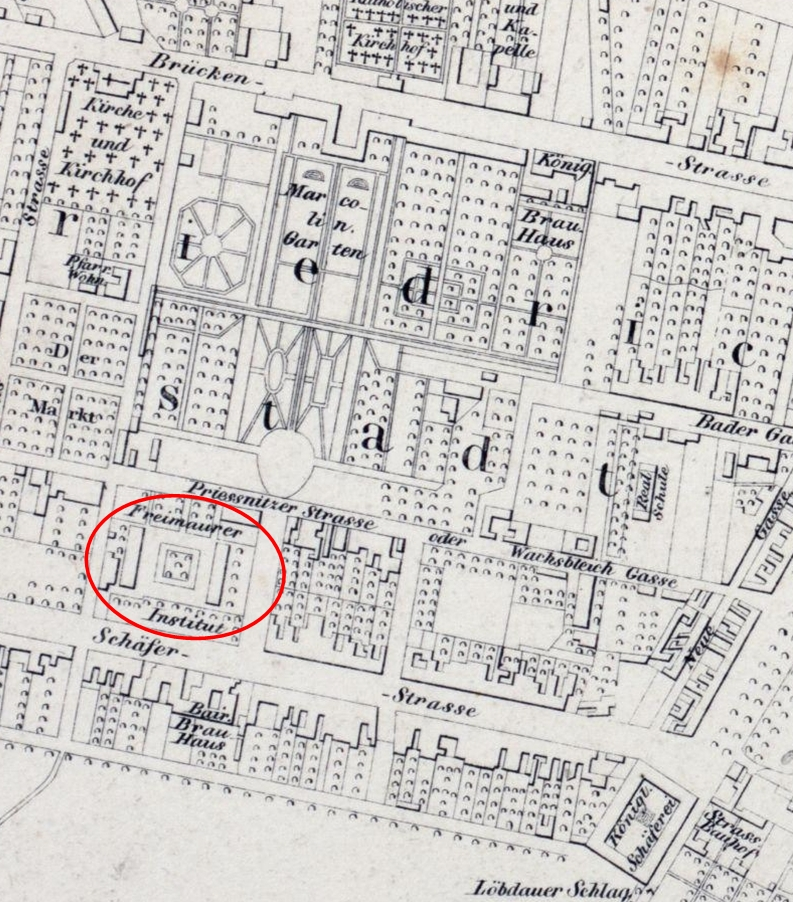
Lage des Freimaurer-Instituts in der Friedrichstadt (Stadtplan von Heinrich Lesch, 1828)

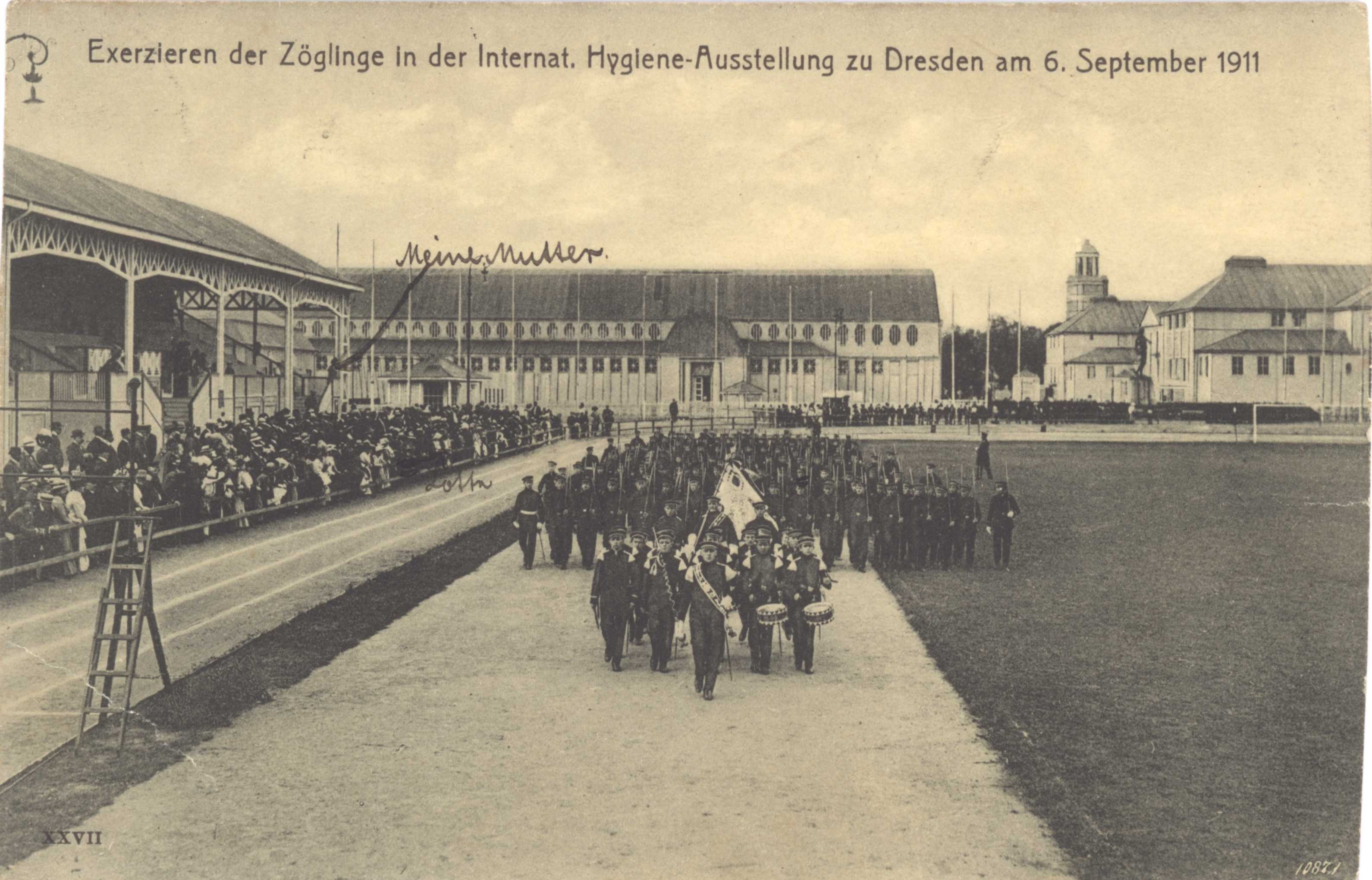
Exerzierveranstaltung von Schülern des Freimaurerinstituts auf den Freiflächen am Städtischen Ausstellungspalast in Dresden 1911

Die Loge Zu den drei Schwertern und Asträa zur grünenden Raute trat, gemeinsam mit anderen Dresdner Freimaurerlogen, als Wohltätigkeitseinrichtung in Erscheinung, und unterhielt unter anderem das sogenannte Freimaurerinstitut. Es geht auf eine 1772 in der Friedrichstadt gegründete freimaurerische Knabenerziehungs- und Lehranstalt zurück, die 1801 eine Allgemeine Bürgerschule wurde. Diese Knabenschule vermittelte vor allem bürgerlich-humanistische Ideale. Im Jahre 1876 wandelte man sie in eine Realschule um. Bekannte Schüler waren Ferdinand von Rayski und Johann Andreas Schubert. Als Lehrer war hier beispielsweise Carl Heinrich Nicolai ab 1784 tätig. Auch Waisen und Kindern aus ärmeren Bevölkerungsschichten war der Schulbesuch auf Grund der Finanzierung durch eine angeschlossene Stiftung möglich.
Nachdem in den letzten Jahren des 19. Jahrhunderts an der Eisenacher Straße in Striesen ein Neubau entstanden war, zog die Schule dorthin um. Sie trug nun den Namen Stiftung Lehr- und Erziehungsanstalt für Knaben zu Dresden-Striesen – Freimaurerinstitut. Infolge des staatlich verordneten Verbots wurde das Gebäude mitsamt seinem angeschlossenen Internat seit Mitte der 1930er Jahre nicht mehr durch die Freimaurer genutzt. Heute befindet sich dort die Kreuzschule.